# 玛丽亚·赫夫尔-里施

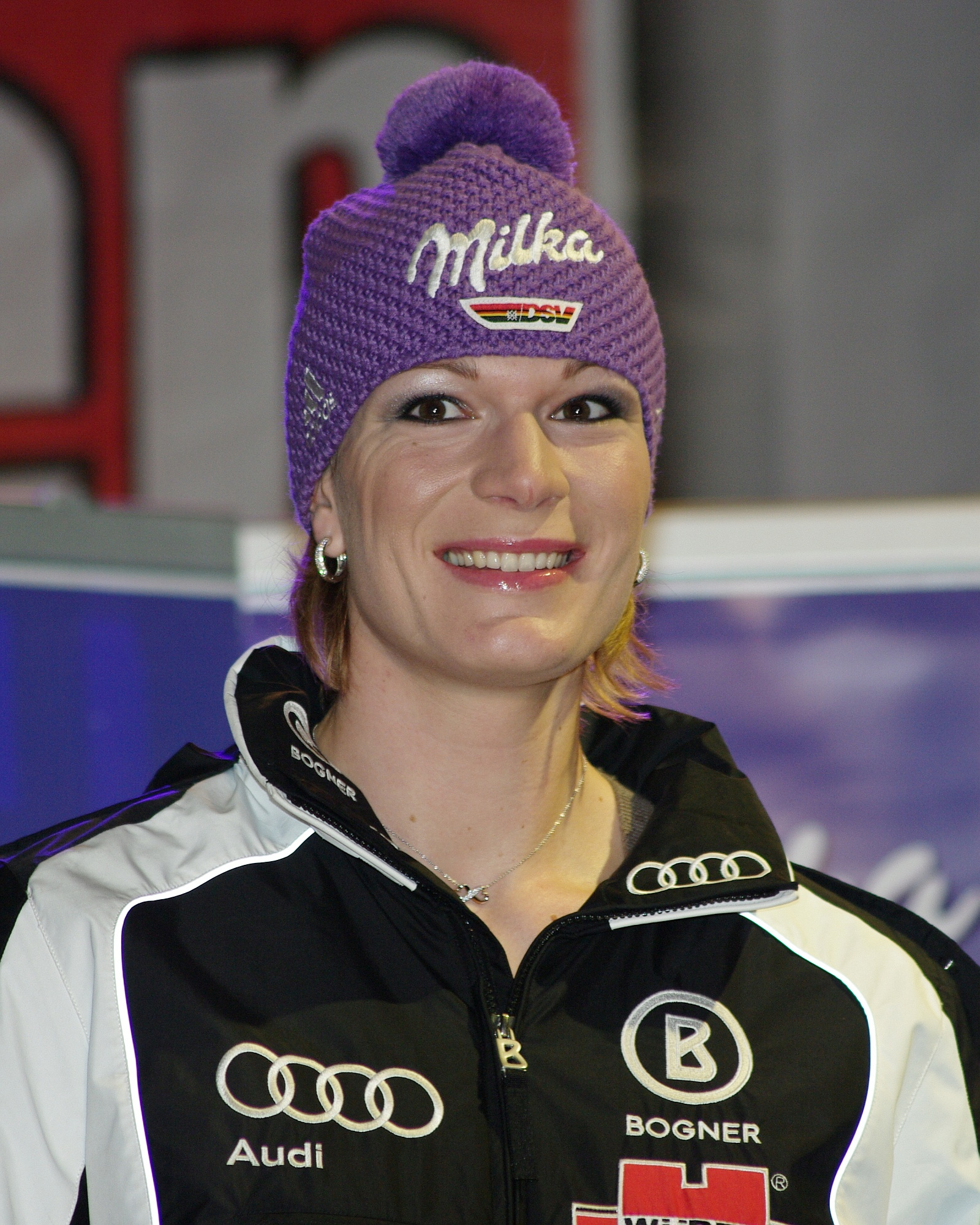
玛丽亚·赫夫尔-里施 (2011年)

玛丽亚·赫夫尔-里施（德語：Maria Höfl-Riesch，1984年11月24日—），德国女子高山滑雪运动员。她曾代表德国参加2010年和2014年冬季奥林匹克运动会高山滑雪比赛，获得三枚金牌和一枚银牌。